# Columbia City (Oregon)
Columbia City é uma cidade localizada no estado norte-americano de Oregon, no Condado de Columbia.

## Demografia
Segundo o censo norte-americano de 2000, a sua população era de 1571 habitantes.
Em 2006, foi estimada uma população de 1911, um aumento de 340 (21.6%).

## Geografia
De acordo com o United States Census Bureau tem uma área de
2,8 km², dos quais 1,9 km² cobertos por terra e 0,9 km² cobertos por água.

## Localidades na vizinhança
O diagrama seguinte representa as localidades num raio de 16 km ao redor de Columbia City.